# Zeev Drori
Pour les articles homonymes, voir Zeev.
Zeev Drori, né le 11 août 1946 est colonel de réserve de Tsahal, ancien commandant de la brigade Guivati et fondateur du kibboutz Hatzerim.
Il donne actuellement des conférences à l'Université Ben Gourion de Beersheba.
Il est l'auteur de plusieurs ouvrages portant sur l'époque des premières années de l'État d'Israël :
- Israel's Reprisal Policy, 1953-1956, The Dynamics of Military Retaliation, Taylor and Francis group, New York, 2005,  (ISBN 0714685178).
- The Israel Defense Forces and the foundation of Israël : Utopia in uniform, and Francis group, New York, 2005,  (ISBN 0714685526) et reprenant les éléments développés dans sa thèse de Doctorat[2].